# Juan Pablo Corbalán
Juan Pablo Corbalán (Resistencia, Chaco, 22 de agosto de 1998) es un baloncestista argentino que se desempeña como escolta en Regatas Corrientes de la Liga Nacional de Básquet de Argentina.
Es hermano del también baloncestista Gonzalo Corbalán.

## Trayectoria

### Clubes
| Club               | País      | Año             |
| ------------------ | --------- | --------------- |
| Regatas Corrientes | Argentina | 2016 - 2021     |
| Riachuelo          | Argentina | 2021 - 2022     |
| Colonias Gold      | Paraguay  | 2022            |
| Deportivo San José | Paraguay  | 2022            |
| Colonias Gold      | Paraguay  | 2022            |
| Regatas Corrientes | Argentina | 2023            |
| Platense           | Argentina | 2023 - 2024     |
| Riachuelo          | Argentina | 2024 - 2025     |
| Regatas Corrientes | Argentina | 2025 - Presente |